# Oxycetonia jucunda
Espèce
Synonymes
- Cetonia jucunda Faldermann, 1835[1]
- Euphoria californica LeConte, 1863[1]
- Gametis argyrosticta Burmeister, 1842[1]
- Gametis jucunda var. hainanensis Miksic, 1982[1]
- Gametis jucunda var. pretiosa Miksic, 1982[1]
- Gametis jucunda (Faldermann, 1835) (préféré par BioLib)[1]
- Gametis jucunda (Faldermann, 1835) (préféré par NCBI)[2]
- Gametis sanguinalis (Hope, 1831)[1]
- Glycyphana albosetosa Motschulsky, 1861[1]
- Glycyphana jucunda (Faldermann)[1]
- Glycyphana variolosa Motschulsky, 1860[1]
- Oxycetonia jucunda ab. ornata Medvedev, 1964[1]

Oxycetonia jucunda est une espèce de coléoptères que l'on trouve au Japon. Elle est connue pour endommager les agrumes et autres plantes.

## Liste des variétés
Selon BioLib (3 mars 2020) :
- Oxycetonia jucunda var. amurensis (Tesar, 1938)
- Oxycetonia jucunda var. dolens (Kraatz, 1879)
- Oxycetonia jucunda var. ferruginosa (Reitter, 1898)
- Oxycetonia jucunda var. kuperi (Schaum, 1848)
- Oxycetonia jucunda var. lateriguttata (Fairmaire, 1887)
- Oxycetonia jucunda var. speciosa (Tesar, 1938)
- Oxycetonia jucunda var. vitticollis (Reitter, 1898)